# Blastische plasmazytoide dendritische Zellneoplasie
Die blastische plasmazytoide dendritische Zellneoplasie (BPDCN,) ist eine sehr seltene und meist aggressiv verlaufende bösartige Erkrankung des Blutes. Es können sowohl Kinder als auch Erwachsene, meist sind jedoch ältere männliche Patienten betroffen. Meist manifestiert sich die BPDCN in der Haut und im Knochenmark.
Typisch ist eine Expression von CD123, CD4 und CD56. Die BPDCN gilt als Seltene Erkrankung (rare disease, orphan disease) und führt unbehandelt meist schnell zum Tod.
Synonyme sind: BPDCN; Blastisches NK-Zell Lymphom; NK-Zell-Lymphom, lymphoblastoide Variante; NK-Zell-Lymphom, monomorphisches
Die Erstbeschreibung als „Acute Agranular CD4+ Natural Killer (NK) Cell Leukemia“ stammt aus dem Jahre 1995 durch die US-amerikanischen Ärzte Judith P. Brody, Steven Allen, Philip Schulman und Mitarbeiter. Die Bezeichnung als „Blastische plasmazytoide dendritische Zellneoplasie“ wurde im Jahre 2016 von der Weltgesundheitsorganisation (WHO) geprägt.

## Verbreitung
Die Häufigkeit wird mit  0,04 / 100.000 / Jahr angegeben, beziehungsweise mit 1–5 / 10.000, in den USA zwischen 500 und 1000 Erkrankte pro Jahr. Das männliche Geschlecht ist in Verhältnis von 3 bis 4 deutlich häufiger betroffen, ebenso Patienten über 60 Jahren (Median von ca. 64 Jahren). Ein zweiter Altersgipfel findet sich unter 20 Jahren, etwa 10 % bei Kindern.
In 20 bis 40 % findet sich eine Assoziation der BPDCN mit dem Myelodysplastischem Syndrom, der Chronischen myelomonozytären Leukämie (CMML) oder der Akuten myeloischen Leukämie (AML).
Aufgrund der Seltenheit und klinischen Heterogenität existiert bisher kein einheitlicher bzw. ausreichend evidenzbasierter Therapiestandard. Behandlungsziel ist das Erreichen einer Komplettremission, entweder mit intensiver Polychemotherapie oder mit dem zielgerichteten Tagraxofusp, sowie eine frühzeitige Konsolidierung mit allogener Stammzelltransplantation.

## Klinische Erscheinungen
Zumeist manifestiert sich die BPDCN durch Hautläsionen. Der Anteil der Patienten mit Hautbeteiligung liegt bei 70 bis 100 %. Einzelne oder multiple erythematöse bis livide Knötchen oder ein makulopapulöser Ausschlag sind typische Veränderungen, auch hämatomartige Läsionen sind beschrieben. Auch betroffen ist der Rumpf, bei 50 % der Patienten sind makulopapulöse Hautveränderungen an den Extremitäten und im Gesicht zu finden. Weitere betroffene Organe können sein: Knochenmark, peripheres Blut, Leber, Milz, Lymphknoten und das ZNS.

## Untersuchungsmethoden
Die Diagnose erfolgt mittels immunhistologischer Aufarbeitung der Biopsie von Haut, Knochenmark und Lymphknoten. Darin sieht man ein diffuses, monomorphes Infiltrat mittelgroßer, blastärer Zellen sowie eine hohe Anzahl von Mitosen. Die Expression der Oberflächenantigene CD4, CD56, TCL1, HLA-DR, TCF4 und CD123, der α-Kette des Interleukin-3-Rezeptors, auf den blastären Zellen in der Immunhistochemie ist charakteristisch für die BPDCN. Typisch ist die Koexpression von CD123 und TCF4 auf den Zellen. Spezifische Oberflächenmarker für B-Lymphozyten, T-Lymphozyten und myeloische Zellen dürfen nicht nachweisbar sein.

## Differentialdiagnostik
Abzugrenzen sind AML, CMML, das nasale Extranodale NK/T-Zell-Lymphom, subkutanes panikulitisartiges T-Zell-Lymphom und kutanes T-Zell-Lymphom.

## Behandlung
Unbehandelt führt die BPDCN schnell zum Tod. Bislang wurde primär Chemotherapie eingesetzt, meist intensive Chemotherapie wie bei AML oder ALL oder Standardchemotherapie wie bei Non-Hodgkin-Lymphomen (NHL).Nach konventioneller Systemtherapie besteht ein hohes Rezidivrisiko.
Seit 2020 ist das Fusionsprotein Tagraxofusp in der EU zugelassen. Tagraxofusp bindet zielgerichtet an die CD123-positiven BPDCN-Zellen. Weitere experimentelle Therapien befinden sich in Erprobung.